# Henriette Schleiermacher
Henriette Charlotte Sophie Schleiermacher, geb. von Mühlenfels, verwitwete von Willich (* 6. März 1788 in Sissow, heute Ortsteil von Gustow auf Rügen; † 27. April 1840), war eine deutsche Sängerin (Sopran) und die Ehefrau von Friedrich Schleiermacher.

## Leben
Henriette von Mühlenfels war die Tochter des königlich preußischen Oberstleutnants Friedrich Gottlieb von Mühlenfels († 1801), Gutsherr auf Sissow, und der Pauline von Campagne († 1797). Früh verwaist wuchs sie bei ihrer älteren Schwester Charlotte von Kathen auf und verlobte sich im Alter von 15 Jahren mit dem über zehn Jahre älteren Feldprediger Ehrenfried von Willich (ca. 1777–1807). Zwei Jahre später, am 5. September 1804, heiratete das Paar. Aus der Ehe stammten die Kinder Henriette (1805–1886) und Ehrenfried von Willich (1807–1880). 
Ehrenfried von Willich starb bereits 1807, zwei Monate vor der Geburt seines Sohnes, und Henriette von Willich wurde mit zwei kleinen Kindern Witwe im Alter von erst 18 Jahren. In dieser Zeit war Friedrich Schleiermacher, ein enger Freund ihres verstorbenen Mannes, eine wichtige moralische Stütze für sie. Er hatte sie bereits 1804 als Verlobte seines Freundes auf einer Rügenreise kennengelernt, beide begannen einen regen Briefwechsel. Friedrich Schleiermacher lebte zu dieser Zeit in einer unglücklichen Beziehung mit Eleonore Grunow, die im Oktober 1805 beendet wurde. Als er 1808 nochmals nach Rügen reiste und Henriette von Willich besuchte, intensivierte sich die Beziehung zwischen beiden. Am 18. Juli 1808 verlobten sie sich in der Sagarder Brunnenaue und heirateten am 18. Mai 1809, ebenfalls in Sagard auf Rügen. Getraut wurden sie vom Bruder des Verstorbenen, Heinrich Christoph von Willich. Aus ihrer Brautzeit sind viele Briefe überliefert, die auch ethisch-philosophische Positionen behandeln; insgesamt umfasst ihr Briefwechsel über 300 Briefe.
Henriette und Friedrich Schleiermacher waren ab 1809 Mitglieder in Carl Friedrich Zelters Sing-Akademie zu Berlin. Aus der Ehe gingen vier Kinder hervor: Clara Elisabeth (* 1811), Hanna Gertrud (* 1812), Hildegard Maria (* 1817) und Hermann Nathanael (* 1820).
Henriette Schleiermacher wurde auf dem Dreifaltigkeitsfriedhof II beerdigt, ihr Grab ist erhalten.

## Schriften
- Aus Schleiermachers Leben. Die letzten Tage und Stunden Schleiermacher’s. Niedergeschrieben von seiner Gattin in den nächsten Tagen nach seinem Hinscheiden. In: Zeitschrift für die historische Theologie Band 21, Heft 15 (1851), S. 145–149. (Digitalisat)